# 千鳥駅
千鳥駅（ちどりえき）は、福岡県古賀市千鳥五丁目にある、九州旅客鉄道（JR九州）鹿児島本線の駅である。駅番号はJA10。

## 歴史

### 年表
- 1991年（平成3年）9月30日：開業[1][2]。当時はJR九州初の女性駅長であった[2][3]。
- 2000年（平成12年）2月19日：自動改札機導入[4]。
- 2009年（平成21年）3月1日：ICカードSUGOCAの利用を開始[5]。
- 2011年（平成23年）2月25日：バリアフリー化を目的とした駅舎改装及び東口増設完了。構内に4基エレベーターを設置、トイレも身障者対応となる。（東口の工事中に遺跡の存在が判明したため調査が行われ、当初の予定より遅れて完成することとなった）
- 2022年（令和4年）3月11日：みどりの窓口の営業を終了[6]。
- 2023年（令和5年）10月1日：駅体制の見直しに伴い、これまでJR九州サービスサポートによる駅業務受託となっていた業務委託駅から[7]、九州旅客鉄道本体による直営駅へと変更される[8]。

### 駅名の由来
開業時の地名（糟屋郡古賀町字千鳥）が由来。当駅から東側の地区（舞の里）が住宅都市整備公団によって「千鳥パークタウン」として大規模に開発されたことに伴い新設された。

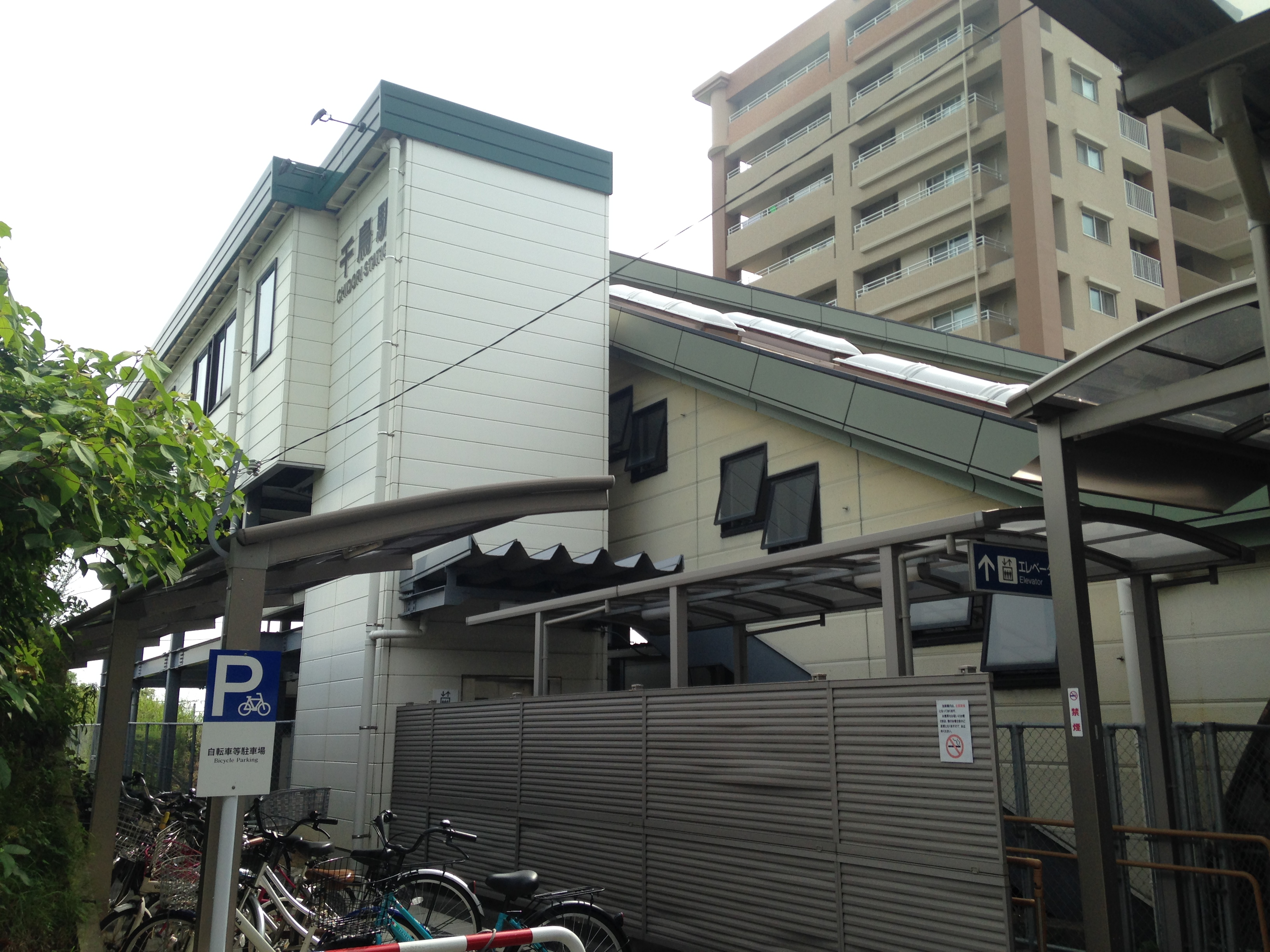
東口（2016年7月）

「千鳥」は近隣にある千鳥ヶ池に因んで名付けられた地名である。

## 駅構造
相対式ホーム2面2線を持つ地上駅で橋上駅舎を有する。駅舎のデザインはJR九州の女性社員が手掛けた。開業当初は売店もあったが後に撤去され、窓口で新聞を販売する形態になった。

### のりば
| のりば | 路線       | 方向 | 行先             |
| ------ | ---------- | ---- | ---------------- |
| 1      | 鹿児島本線 | 上り | 折尾・小倉方面   |
| 2      | 鹿児島本線 | 下り | 博多・久留米方面 |

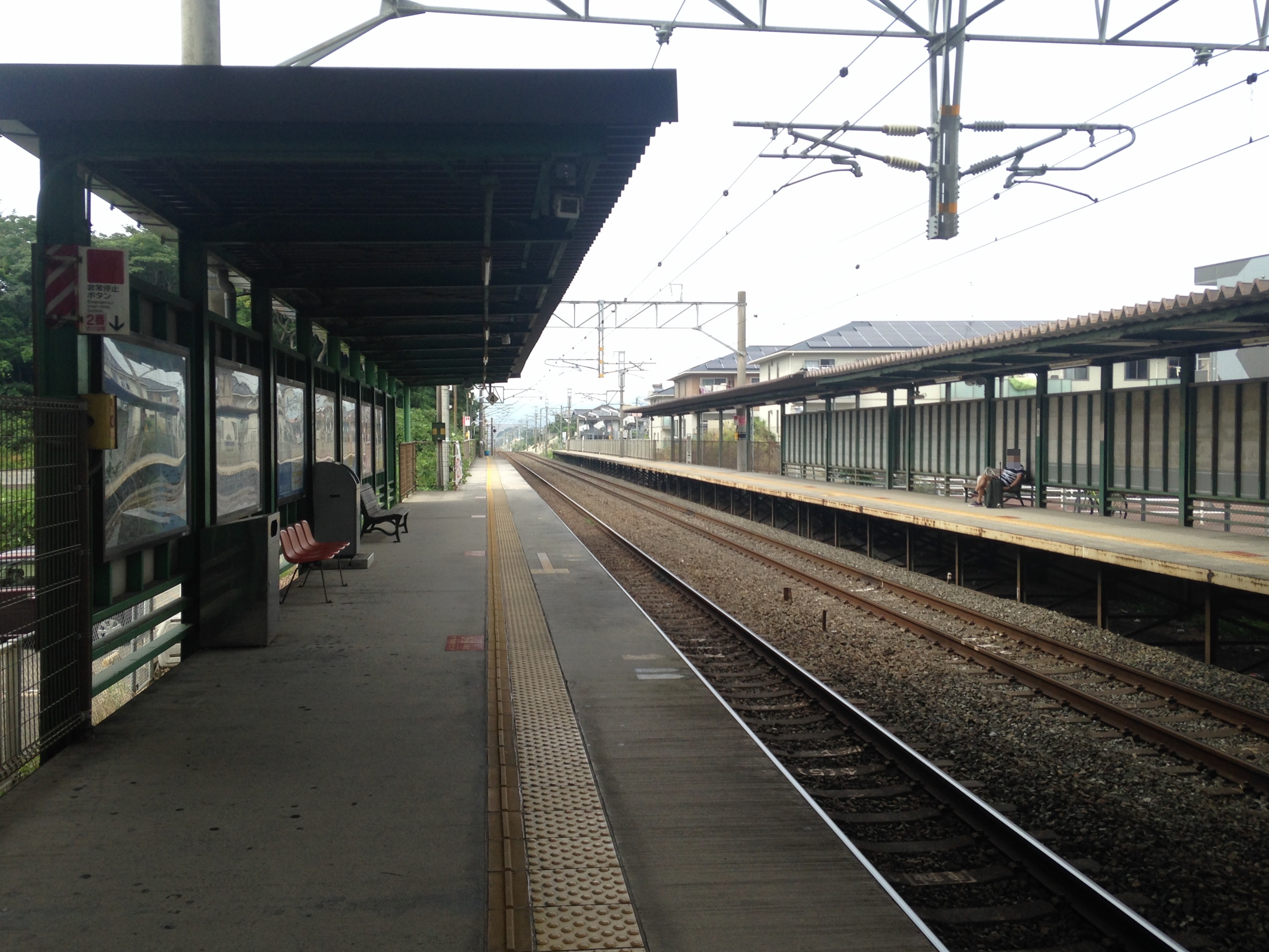
ホーム（2016年7月、福間方面）
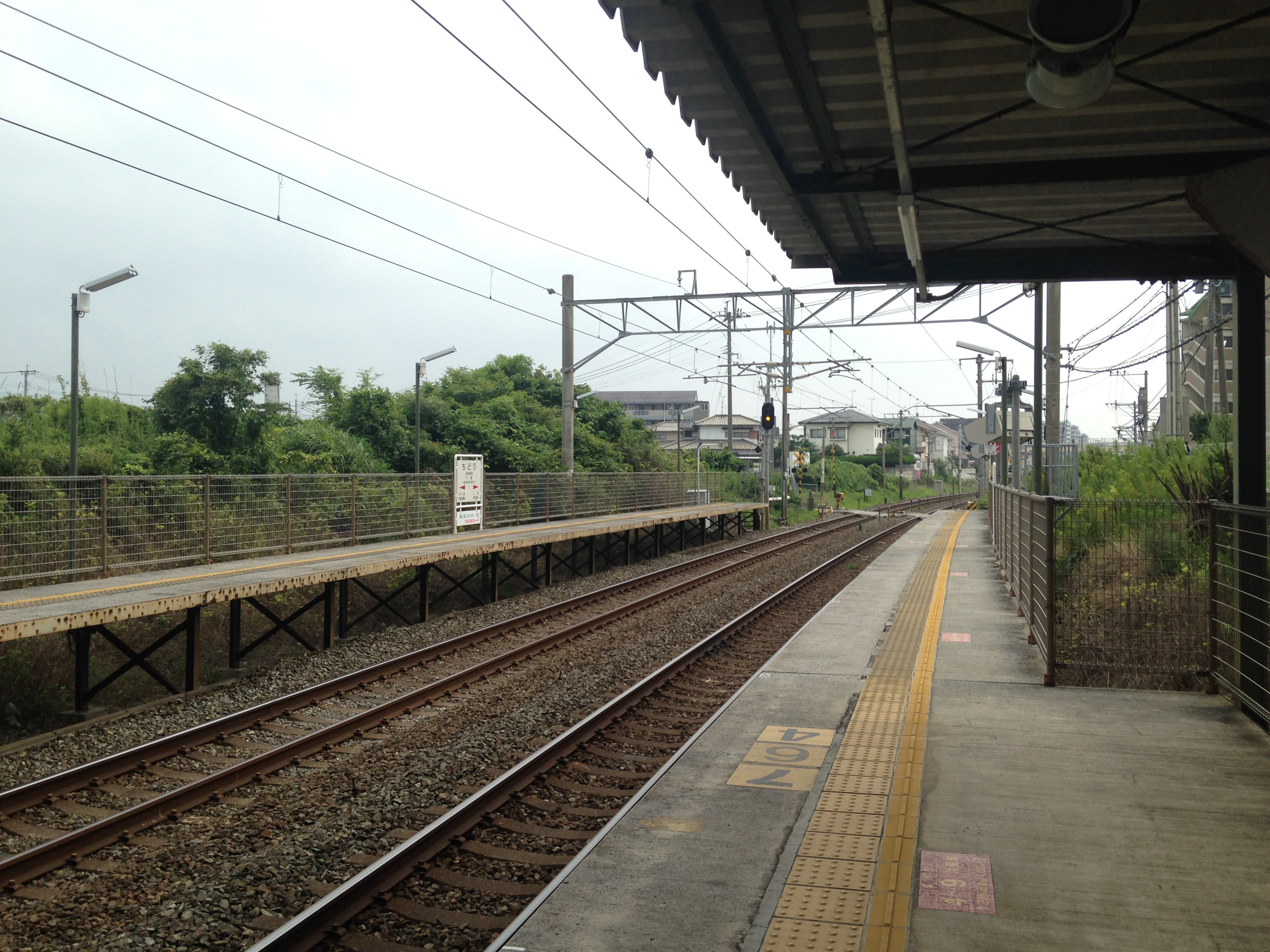
ホーム（2016年7月、古賀方面）

## 利用状況
2023年度の1日平均乗車人員は3,302人であり、JR九州の駅としては第56位である。
近年の1日平均乗車人員は下表のとおりである。
| 年度               | 1日平均 乗車人員 |
| ------------------ | ---------------- |
| 2016年（平成28年） | 3,934            |
| 2017年（平成29年） | 3,914            |
| 2018年（平成30年） | 3,814            |
| 2019年（令和元年） | 3,776            |
| 2020年（令和02年） | 3,039            |
| 2021年（令和03年） | 3,134            |
| 2022年（令和04年） | 3,201            |
| 2023年（令和05年） | 3,302            |

## 駅周辺
古賀市によって整備が進められ、2025年（令和7年）3月26日に東口駅前広場の完成記念式典が開催された。
東口
- 古賀自動車学校
- 古賀市立古賀北中学校
- 古賀市立千鳥小学校
- 福岡県立古賀特別支援学校
- 千鳥ヶ池公園[9]
- 古賀市社会福祉センター 千鳥苑
- 福岡県立玄界高等学校

## 隣の駅
九州旅客鉄道（JR九州）
 鹿児島本線
■快速・■区間快速
通過
■普通
福間駅 (JA11) - 千鳥駅 (JA10) - 古賀駅 (JA09)